# Universität für Kunst und Kultur Shizuoka

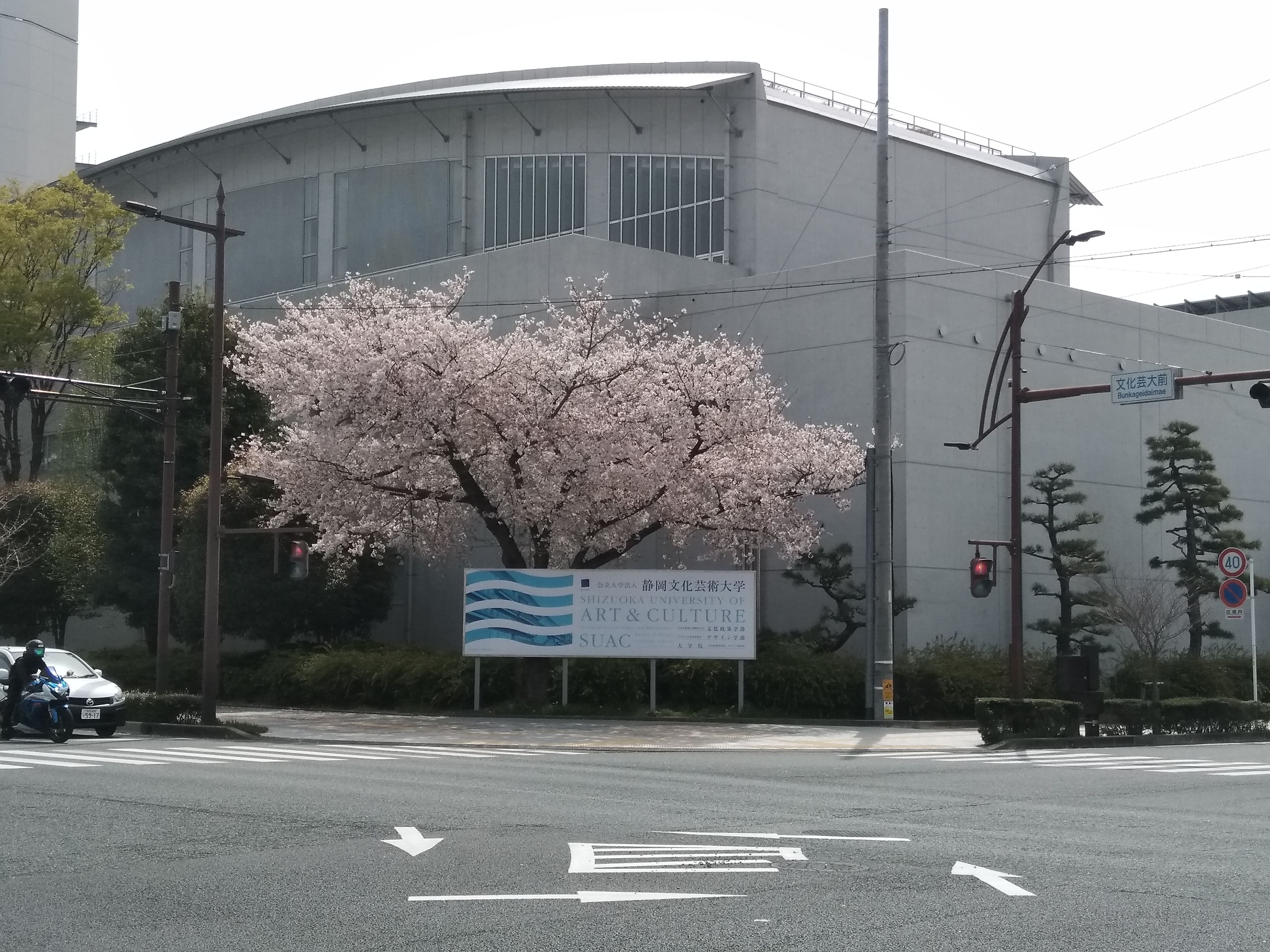
SUAC (2021)

Die Universität für Kunst und Kultur Shizuoka (japanisch 静岡文化芸術大学 Shizuoka bunka geijutsu daigaku, wörtlich „Universität für Kultur und Kunst Shizuoka“; engl. Shizuoka University of Art and Culture, kurz: SUAC) ist eine öffentliche (präfekturale) Universität in Chūō-ku, Hamamatsu (nicht in der Stadt Shizuoka) in der Präfektur Shizuoka (Japan).
Die Universität war bis dem März 2010 eine private Universität, deren Träger (Bildungskörperschaft) von der Präfekturverwaltung Shizuoka, der Stadtverwaltung Hamamatsu und von den lokalen Unternehmen finanziert wurde. Im April 2010 übernahm die von der Präfekturverwaltung Shizuoka finanzierte Universitätskörperschaft die Universität.
Gegründet wurde die Universität 2000 durch die Reorganisation der Zweigschule Hamamatsu der Angegliederten Kurzuniversität der Präfekturuniversität Shizuoka (静岡県立大学短期大学部浜松校). Die Kurzuniversität wurde 1951 als Frauen-Kurzuniversität Shizuoka (静岡女子短期大学, Shizuoka joshi tanki daigaku) gegründet. 1968 zog sie von Shizuoka nach Hamamatsu um. 1987 wurde sie zur koedukativen Angegliederten Kurzuniversität der Präfekturuniversität Shizuoka. Der damalige Hamamatsu-Campus (34° 43′ 15,8″ N, 137° 42′ 47,3″ O) war zu klein, also wurde der Oshika-Campus 1997 in der Stadt Shizuoka eröffnet, und einige Abteilungen zogen nach Shizuoka. 2001, nach der Gründung der SUAC, wurde der Hamamatsu-Campus geschlossen.
Der erste Dekan der Design-Fakultät war Kenji Ekuan. 2004 richtete die Universität die Graduiertenschule (Masterstudiengänge).

## Fakultäten
- Fakultät für Cultural Policy and Management (文化政策学部)
  - Abteilung für Interkulturelle Studien
  - Abteilung für Regional Cultural Policy and Management
  - Abteilung für Art Management
- Fakultät für Design
  - Fachbereich: Design-Philosophie / Produktdesign / Audio and Visual Communications / Architektur und Landschaft / Interaction Design / Takumi(匠)-Design[7]